# Murs (Vaucluse)
 Murs  es una población y comuna francesa, en la región de Provenza-Alpes-Costa Azul, departamento de Vaucluse, en el distrito de Apt y cantón de Gordes.
Está integrada en la Communauté de communes de Pied Rousset en Luberon.

## Demografía
| 411 | 448 | 535 | 545 | 663 | 641 | 675 | 654 | 686 | 630 | 651 | 635 | 616 | 568 | 528 | 484 | 471 | 421 | 407 | 387 | 303 | 266 | 225 | 250 | 217 | 211 | 263 | 277 | 306 | 334 | 391 | 415 |
| Para los censos de 1962 a 1999 la población legal corresponde a la población sin duplicidades (Fuente: INSEE [Consultar]) |     |     |     |     |     |     |     |     |     |     |     |     |     |     |     |     |     |     |     |     |     |     |     |     |     |     |     |     |     |     |     |